# Miluta
Miluta – wieś w Rumunii, w okręgu Gorj, w gminie Borăscu. W 2011 roku liczyła 635 mieszkańców.